# София Гедвига Датская
София Гедвига Датская (дат. Sophie Hedevig af Danmark, 28 августа 1677[…], Копенгаген — 13 марта 1735[…], Шарлоттенборг, Копенгаген) — принцесса датская и норвежская, дочь короля Кристиана V и Шарлотты Амалии Гессен-Кассельской.

## Биография
София Гедвига родилась 28 августа 1677 года в Копенгагене. Её родителями стали король Дании и Норвегии Кристиан V, сын короля Фредерик III и Софии Амалии Брауншвейг-Люнебургской, и Шарлотта Амалия Гессен-Кассельская, дочь Вильгельма IV Гессен-Кассельского от Гедвиги Софии Бранденбургской.
София Гедвига трижды была обручена с иностранными принцами. Первый раз в 1691 году к ней сватался Иоганн Георг IV, курфюрст Саксонский. В 1684 году была совершена помолвка с Иосифом Габсбургом (впоследствии императором Священной Римской империи). В 1697 году к принцессе сватался её двоюродный брат король Швеции Карл XII. Однако, ни одна из этих партий не состоялась. Первый и третий женихи сами разорвали помолвку, второй потребовал от принцессы перехода в католичество. Официально София Гедвига так и осталась незамужней, но ходили слухи, что она заключила тайный брак со своим слугой Карлом Адольфом фон Плессеном.
Принцесса посвятила себя благотворительности и социальным проблемам, основала несколько религиозных школ и монастырей для незамужних женщин. Была талантливой художницей, любила музыку и вышивание. Многие из её художественных работ хранятся в Королевской коллекции в замке Розенборг. Умерла принцесса в возрасте 57 лет и была похоронена в усыпальнице датских королей, Роскилльском соборе.